# Sidsjön, Medelpad
Sidsjön är en sjö i Sundsvalls kommun i Medelpad som ingår i Selångersåns huvudavrinningsområde. Sjön är 13,6 meter djup, har en yta på 0,345 kvadratkilometer och befinner sig 68 meter över havet. Sjön avvattnas av vattendraget Sidsjöbäcken. Sjön ingår i naturreservatet Sidsjö.
Vid norra delen av sjön ligger bostadsområdet Sidsjö. Vid sydöstra delen finns Sidsjöbacken.
På västra sidan, i tegelbruksgatans förlängning, finns Abborrviken, en badplats med naturlig sandbotten.
I sjön bedrivs gratis fiske i Sundsvalls kommuns regi. Sundsvalls sportfiskeklubb brukar genomföra årliga arrangemang för att popularisera sportfiske i sjön. Till Sidsjön går skidspår, och runt sjön finns ett upplyst elljusspår.

## Delavrinningsområde
Sidsjön ingår i delavrinningsområde (691901-157529) som SMHI kallar för Utloppet av Sidsjön. Medelhöjden är 130 meter över havet och ytan är 4,2 kvadratkilometer. Räknas de 6 avrinningsområdena uppströms in blir den ackumulerade arean 25,04 kvadratkilometer. Sidsjöbäcken som avvattnar avrinningsområdet har biflödesordning 2, vilket innebär att vattnet flödar genom totalt 2 vattendrag innan det når havet efter 4 kilometer. Avrinningsområdet består mestadels av skog (69 procent). Avrinningsområdet har 0,34 kvadratkilometer vattenytor vilket ger det en sjöprocent på 8,2 procent. Bebyggelsen i området täcker en yta av 0,56 kvadratkilometer eller 13 procent av avrinningsområdet.

## Bildgalleri

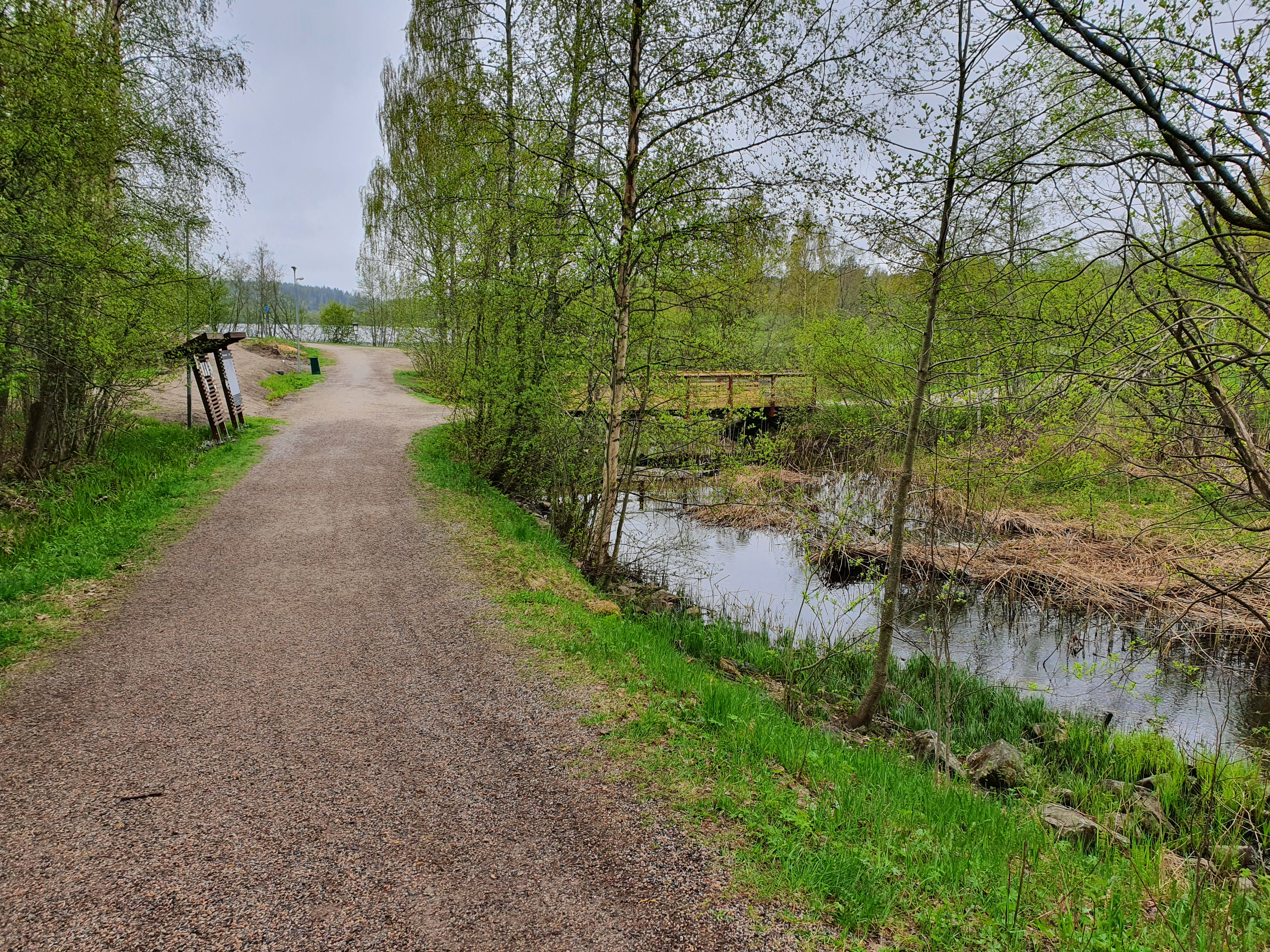
Stigen längs Sidsjön
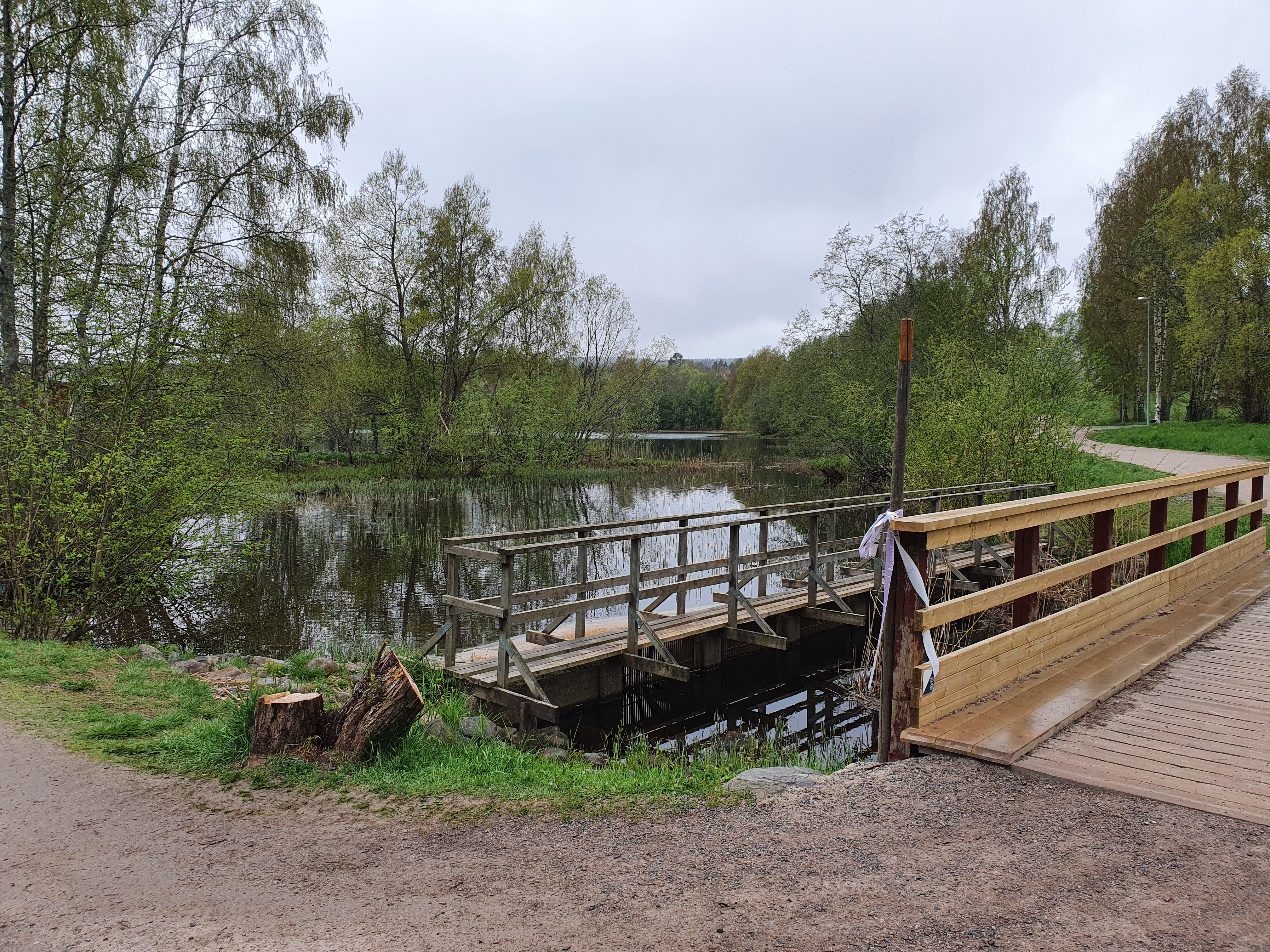
Bron vid Sidsjön
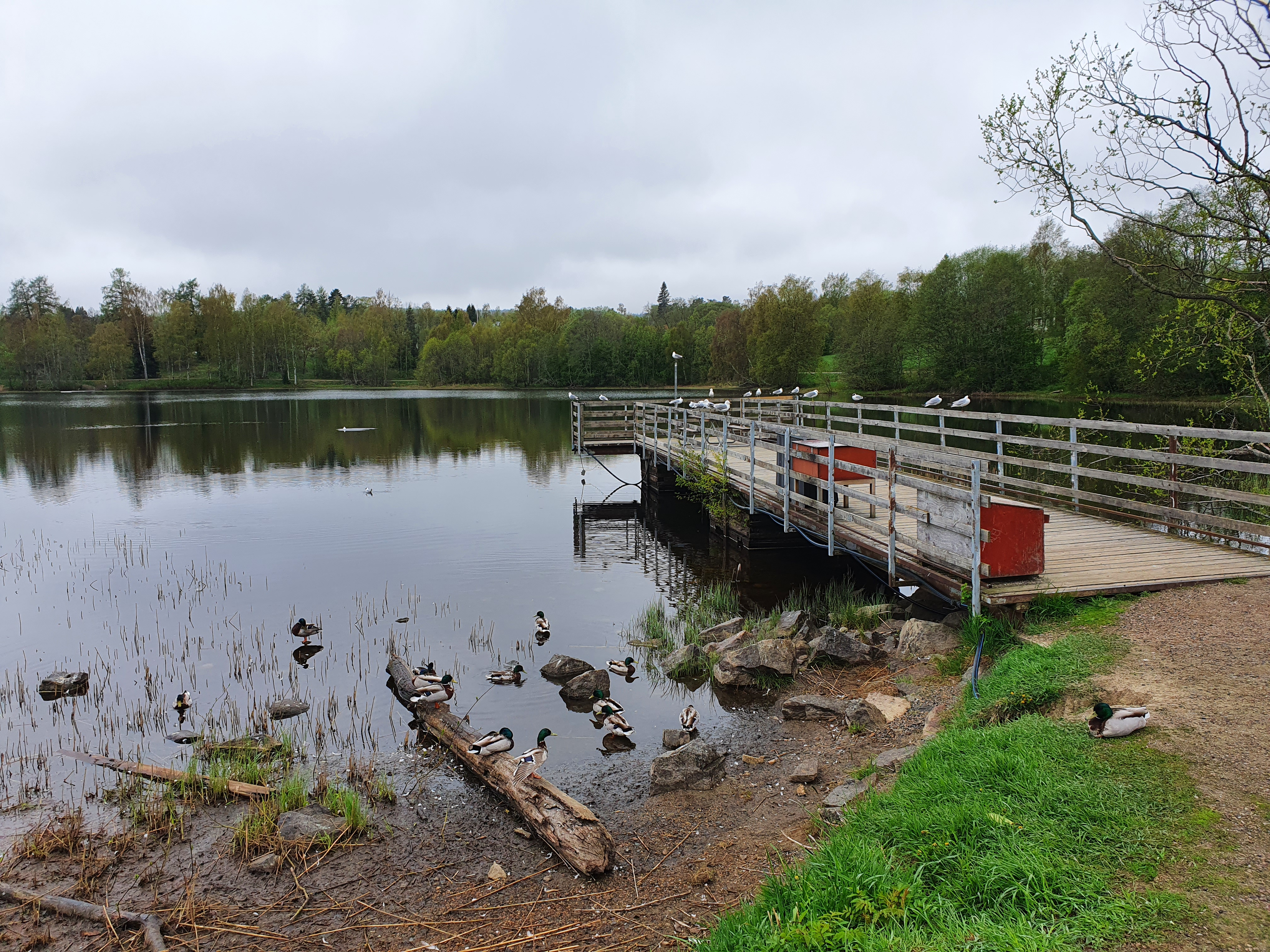
Änder vid Sidsjön
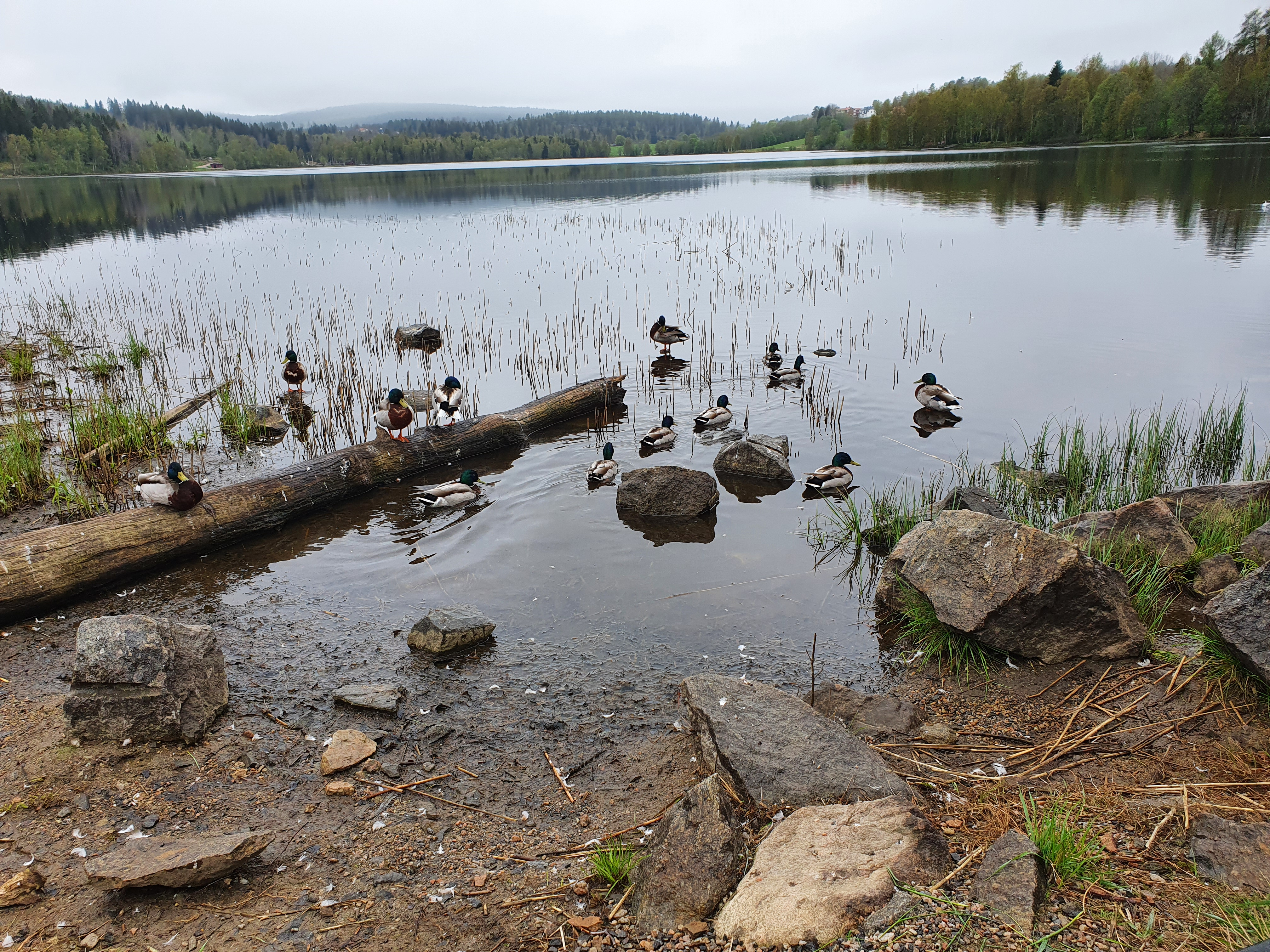
Närbild på änder vid Sidsjön